# John Laskowski
John Laskowski (South Bend, Indiana, 7 de junio de 1953) es un exjugador de baloncesto estadounidense que jugó durante dos temporadas en la NBA. Con 1,98 metros de estatura, lo hacía en la posición de escolta.

## Trayectoria deportiva

### Universidad
Jugó durante tres temporadas con los Hoosiers de la Universidad de Indiana en las que promedió 10,8 puntos y 3,8 rebotes por partido. En la universidad se ganó el apodo de "super sub" (super suplente), dado que rara vez actuaba de titular, pero cumplía a la perfección las funciones de sexto hombre, sobre todo en 1974, cuando promedió 12,5 puntos por partido.
En el mes de febrero de 1975 llegó a ser portada de la prestigiosa revista deportiva Sports Illustrated.

### Profesional
Fue elegido en la trigésimo segunda posición del Draft de la NBA de 1975 por Chicago Bulls, y también por los Kentucky Colonels en la cuarta ronda del draft de la ABA, fichando por los primeros. En su primera temporada tuvo una actuación destacada como suplente de Jack Marin, quedándose a un paso de ser incluido en el mejor quinteto de rookies tras promediar 9,2 puntos y 3,1 rebotes por partido.
En su segunda temporada las lesiones le impidieron jugar 35 partidos, lo que unido a la llegada de Scott May hicieron que sus minutos en pista se redujeran a la mitad, acabando el año con 3,8 puntos y 1,3 rebotes por encuentro. Antes del comienzo de la temporada 1977-78 fue despedido por los Bulls, retirándose definitivamente de la práctica del baloncesto.

## Estadísticas de su carrera en la NBA

### Temporada regular
| Temporada | Edad | Equipo        | Liga | P   | TIT | MIN  | TC  | TCA | %TC  | 3P | 3PA | %3P | TL  | TLA | %TL  | R.OF. | R.DEF. | REB | ASIS | ROB | TAP | PER | FP  | PTS |
| 1975-76   | 22   | Chicago Bulls | NBA  | 71  |     | 22.1 | 4.0 | 9.7 | .412 |    |     |     | 1.2 | 1.7 | .725 | 0.7   | 2.4    | 3.1 | 0.8  | 0.8 | 0.1 |     | 1.3 | 9.2 |
| 1976-77   | 23   | Chicago Bulls | NBA  | 47  |     | 12.0 | 1.6 | 4.5 | .354 |    |     |     | 0.6 | 0.6 | .900 | 0.3   | 1.0    | 1.3 | 0.9  | 0.7 | 0.0 |     | 0.5 | 3.8 |
| Total     |      |               | NBA  | 118 |     | 18.1 | 3.0 | 7.6 | .398 |    |     |     | 1.0 | 1.3 | .760 | 0.6   | 1.8    | 2.4 | 0.8  | 0.7 | 0.1 |     | 0.9 | 7.1 |

## Vida posterior
Tras retirarse como jugador, se incorporó como analista y comentarista en la cadena de televisión Big Ten Network, que da cobertura a los partidos universitarios del a Big Ten Conference, puersto que lleva desempeñando desde hace 31 años.